# Johannes Nambala
Johannes Nambala (24 de marzo de 1991) es un deportista namibio que compite en atletismo adaptado. Ganó tres medallas en los Juegos Paralímpicos de Verano, en los años 2016 y 2020.

## Palmarés internacional
| Juegos Paralímpicos | Juegos Paralímpicos     | Juegos Paralímpicos | Juegos Paralímpicos |
| Año                 | Lugar                   | Medalla             | Prueba              |
| ------------------- | ----------------------- | ------------------- | ------------------- |
| 2016                | Río de Janeiro (Brasil) | Medalla de plata    | 100 m T13           |
| 2016                | Río de Janeiro (Brasil) | Medalla de plata    | 400 m T13           |
| 2020                | Tokio (Japón)           | Medalla de bronce   | 400 m T13           |